# Decelia
Decelia (griego antiguo: Δεκέλεια, Dekéleia) —actualmente, en griego moderno: Dekeleia o Dekelia, Deceleia o Decelia— fue un antiguo demo de Atenas, fuente de suministros e importante bastión para la defensa de la región ática.
En el siglo XIX fue renombrada Tatoi, pero recientemente ha recuperado su antiguo nombre.

## Geografía
Decelia está situada en territorio ático junto a la frontera entre Ática y Beocia, en el camino de Atenas a Oropo, cerca de las fuentes del Cefiso, entre los montes Pentélico y Parnés, en la ruta que iba de Beocia a Eubea. Por lo tanto, ofrece una excelente situación para controlar la región, pues dista de la frontera beocia unos 9 o 10 km, y unos 18 km de Atenas por el camino más corto. Según  el historiador ateniense Tucídides, estaba emplazada a unos 22 km al noreste de Atenas, —120 estadios — desde donde era visible. Desde Decelia se podían ver las naves que atracaban en el puerto del Pireo.

## Historia
En la guerra del Peloponeso, siguiendo el consejo de Alcibíades, ex general ateniense perseguido en su patria por crímenes religiosos y que durante un tiempo se pasó al bando enemigo, Esparta, en la primavera de 413 a. C., fortificó Decelia, construyendo un fuerte en lo alto del desfiladero para impedir que Atenas consiguiera suministros por tierra. Esto empobreció a Atenas, cuya economía ya se resentía gravemente de la expedición a Sicilia.
Además, la presencia espartana en la zona rural del Ática, en una desviación de su política previa por la que los espartanos regresaban a casa para pasar los meses de invierno, fue mantenida durante todo el año. Esta presencia, con el añadido de las patrullas espartanas por todo el territorio del Ática, redujeron la capacidad ateniense para continuar la explotación de las minas de plata de Laurion, en el sureste del Ática, que era la fuente primaria de recursos para el Imperio ateniense. Con el control espartano sobre Decelia, y según Tucídides, unos 20.000 esclavos escaparon de las minas de Laurion y Tórico, a lo largo de la costa sureste hasta Decelia, desde el año 413 hasta el final de la guerra del Peloponeso en el año 404 a. C.
A consecuencia de la ocupación de Decelia, el aprovisionamiento de trigo procedente de Eubea, que antes se hacía cruzando el estrecho de Euripo hasta Oropo y por tierra desde el puerto de esta ciudad, debía hacerse por mar dando la vuelta al cabo Sunio.
Debido a todo ello, la última parte de la guerra del Peloponeso es conocida como guerra de Decelia o Guerra decélica (413 a. C.- 404 a. C.). 
En esta ciudad fue enterrado Sófocles.